# Косолапова, Наталья Александровна
Наталья Александровна Косолапова (20 апреля 2000, Киясово, Удмуртия) — российская футболистка, полузащитница и нападающая.

## Биография
Воспитанница ижевского футбола, первый тренер — Константин Кайгородов. В детском возрасте также занималась в командах Перми и Воронежа.
С 2016 года выступала за ижевское «Торпедо», сначала в первом дивизионе, где в сезоне 2017 года стала серебряным призёром. 18 апреля 2018 года сыграла дебютный матч в высшей лиге, отыграв первые 82 минуты в игре против «Кубаночки». 24 августа 2018 года в ответном матче против «Кубаночки» забила гол, который стал единственным голом команды «Торпедо» в сезоне 2018 года. Всего в своём первом сезоне в высшем дивизионе спортсменка сыграла во всех 14 матчах своего клуба и забила 1 гол. В 2019 году также регулярно выходила на поле в высшей лиге.
Включалась в расширенный состав сборной России до 17 и до 19 лет. Однако в официальных матчах выступала только за сборную 19-летних в 2019 году на турнире «Кубанская весна», где провела 2 матча и забила 1 гол — 1 марта 2019 года в своей первой игре в ворота сборной Азербайджана.